# Музей истории Валенсии
Музей истории Валенсии (кат. Museu d’Història de València, исп. Museo de historia de Valencia — сокр. MhV) расположен на месте первого водохранилища города Валенсии, Испания, построенного Ильдефонсом Сердой, и открытого в 1850 году в рамках проекта по подведению питьевой воды к городу, инициированного маркизом де Кампо.

## Здание
Музей расположен в старом водохранилище города — настоящей жемчужине индустриальной архитектуры, построенной Ильдефонсо Сердой, который позже создал район Эшампле в Барселоне. Открытое в 1850 году, оно было первым подобного рода в Испании.

После реставрации (1998—2001) сооружение приобрело новый вид и функции — 7 мая 2003 года посетителям открыл свои двери Музей истории Валенсии.

Музей находится рядом с парком Кабесера (исп. Parque de Cabecera) и биопарком).

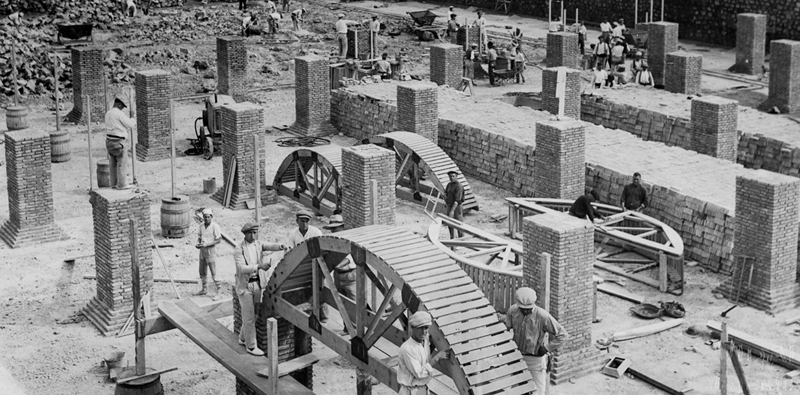
Строительство водохранилища в Эль Кольядо (исп. El Collado) 1932 год
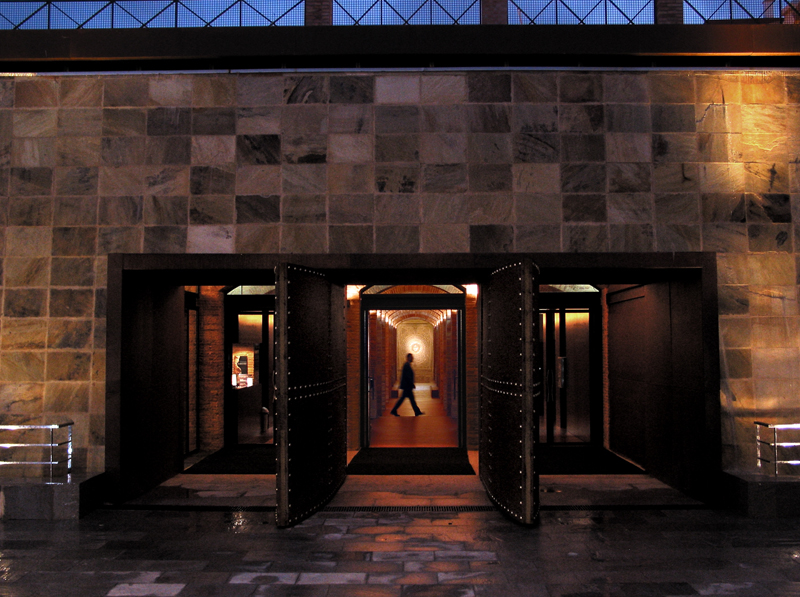
Главный вход в Музей
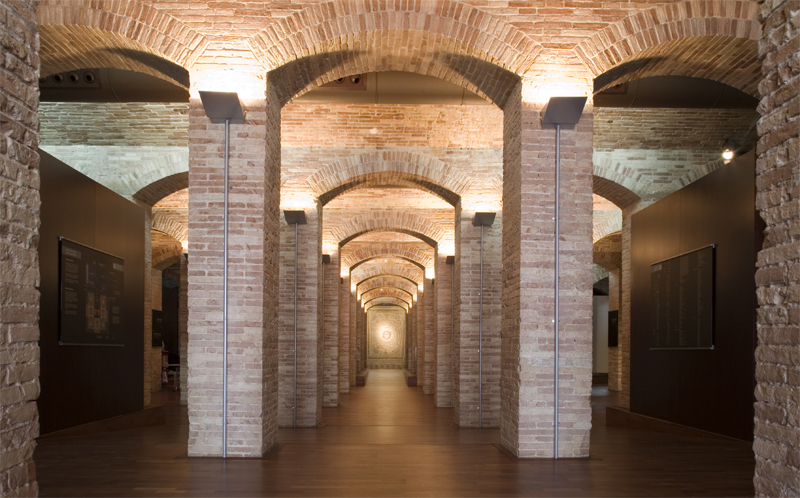
Холл
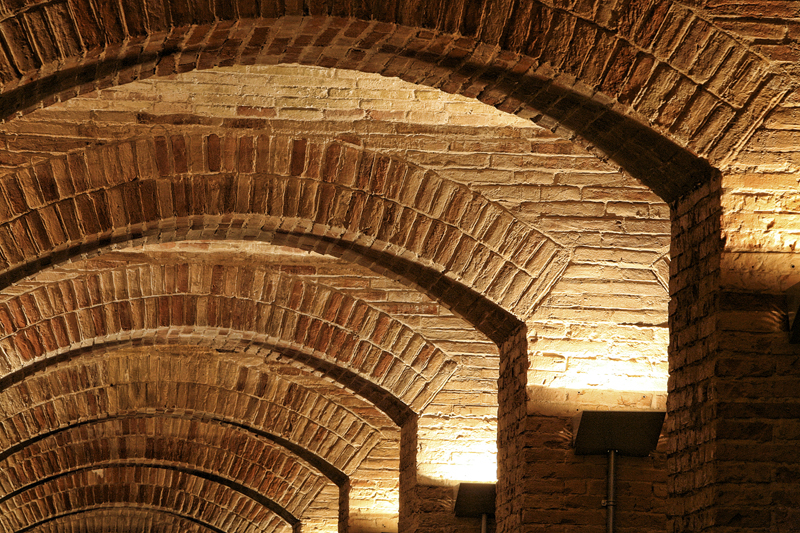
Арки

## Экспозиция
Постоянная экспозиция состоит из археологических находок, исторических документов и произведений искусства, дополненных минифильмами, в мельчайших подробностях воспроизводящих ситуации из прошлого. Эта необычная форма знакомства с прошлым, с одной стороны, удивляет, а с другой — помогает лучше понять его, почувствовать себя не просто наблюдателем, а участником. Этой же цели служит и Машина времени (исп. la Máquina del tiempo), которая с легкостью переносит посетителей из настоящего в любой из периодов двадцатидвухвековой истории Валенсии. Благодаря новым технологиям, посетители могут познакомиться с римским периодом истории Валенсии, когда она еще носила своё первоначальное имя — Валентия (лат. Valentia), побродить по городу, завоеванному Хайме Первым, послушать, о чем говорят торговцы Лонхи (исп. La Lonja de la Seda) — рынка, где продавали шелк, присоединиться к участникам восстаний, оказаться в гуще событий, присутствовать на дебатах между учеными или же просто насладиться музыкой и литературой любого из исторических периодов.

Постоянная экспозиция разделена на восемь периодов:
- Валентия — римский период (лат. Valentia) (138 до н. э.- 711)
- Мавританская Валенсия — Балансия (исп. Balansiya) (711—1238)
- Валенсия в Средние века (1238—1519)
- Христианский период от оттеснения мавров до принятия Декретов Нуэва Планта (1519—1707)
- Период правления Бурбонов (1707—1833)
- Период экономического подъема (1833—1917)
- Недавнее прошлое (1917—1975) и
- Современная Валенсия (1975—2003)

Также в Музее есть зал временных выставок и зона универсального назначения, которые можно адаптировать в зависимости от тех или иных потребностей. Пространство позволяет устраивать здесь мастер-классы, конференции, научные мероприятия и семинары.

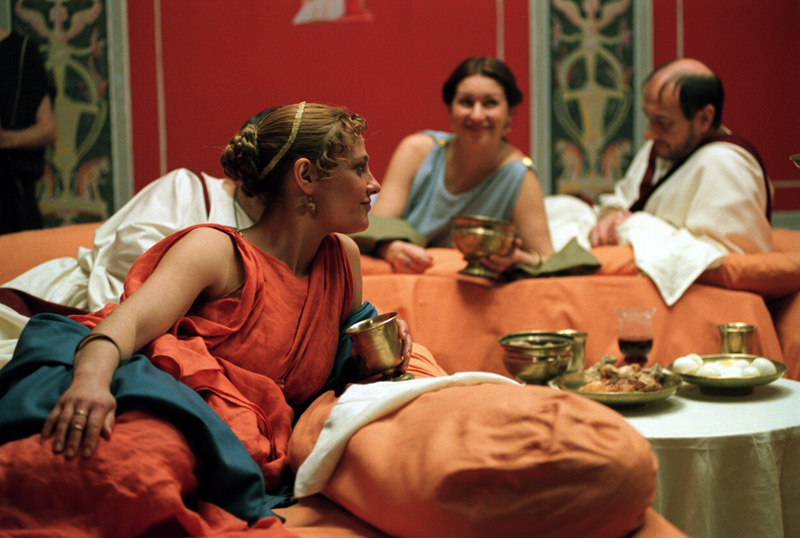
Кадр из минифильма "Римская трапеза" (исп. Detalle ágape romano (audiovisual))
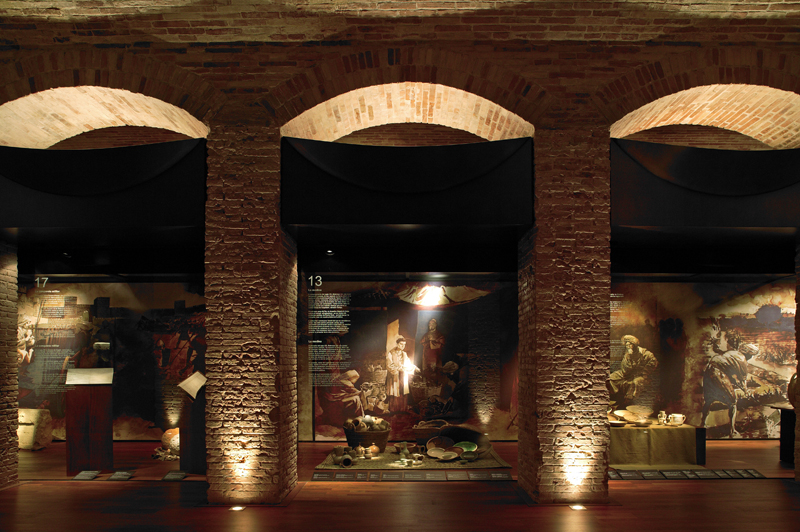
Витрины, посвященные мавританскому периоду истории Валенсии
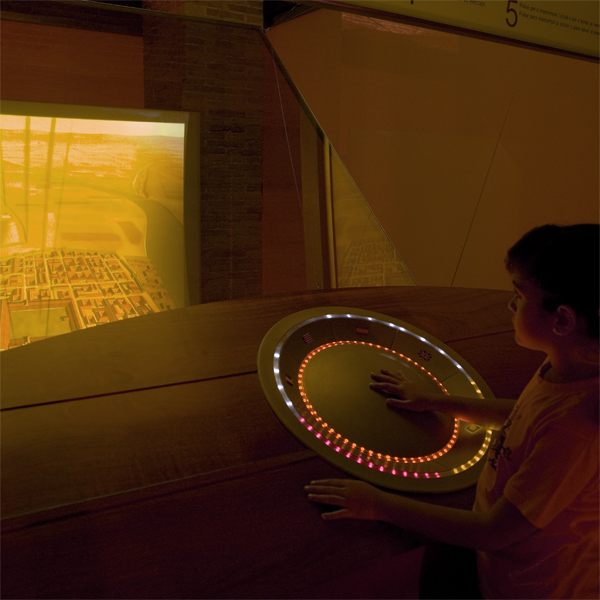
Машина времени (исп. La máquina del tiempo)
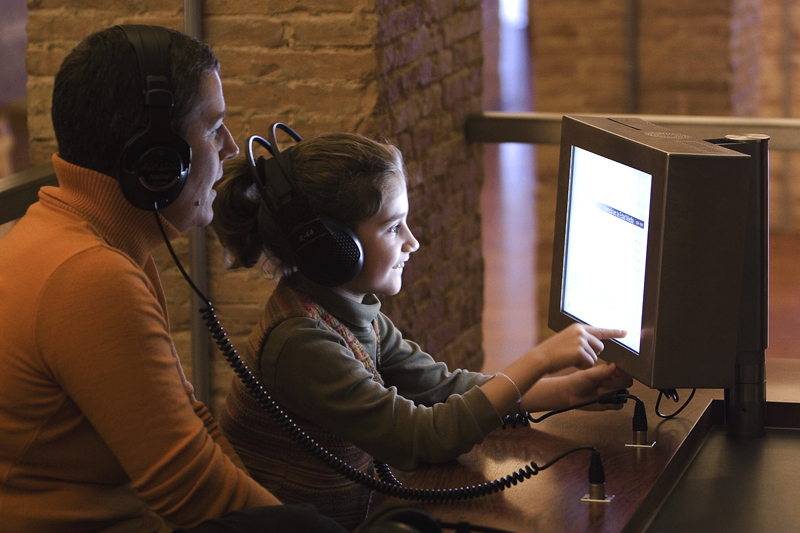
Медиатека

## Посещение музея
Адрес: 46920, Мислата, Валенсия, улица Валенсии, 42 (Calle de Valencia, 42, Mislata, Valencia)

Tелефон +34 963 701 105, +34 963 701 178

Сайт: www.valencia.es/mhv

e-mail: mhv@valencia.es
Режим работы:

с 15 марта по 15 октября
со вторника по субботу с 10:00 до 19:00

с 16 октября по 14 марта
со вторника по субботу с 10:00 до 18:00

в воскресенье и праздничные дни с 10:00 до 15:00

понедельник — выходной
Цена входного билета:

2 евро для взрослых, 1 евро — льготный (группы от 10 человек, студенты, пенсионеры, члены многодетных семей, владельцы карты Valencia Card), абонемент Bono 3 días 6 € дает право на посещение любых муниципальных музеев в течение 3 дней, дети до 7 лет — бесплатно.

в воскресенье и праздничные дни — вход свободный
Как добраться:

Автобусы: 29, 81, 70, 71, 17, 95

Метро: Линии 3 и 5, станция Нуэве де Октубре (кат. Nou d’Octubre, исп. Nueve de Octubre)

Туристический автобус (исп. Bus Turístico): 8-я остановка маршрута A «Историческая Валенсия» (исп. ruta A, Valencia Histórica, parada 8)

Ближайшие остановки Валенбиси (исп. Valenbisi): номер 245 (Nueve de Octubre-Cieza) и 265 (Alcácer-Poeta Alberto Lista)